# Cameriera senza... malizia
Cameriera senza... malizia è un film del 1980 diretto da Bruno Gaburro (non accreditato) e Lorenzo Onorati, con lo pseudonimo di Lawrence Webber.

## Trama

Marina Lotar e Rodolfo Licari

Il camionista Antonio stringe un patto con la madre superiora di un istituto religioso: sposa la studentessa Olivia, e in cambio lui potrà acquistare una locanda di proprietà delle suore. La donna, all'insaputa del marito, non tarda a vendere i suoi favori per raccogliere i soldi necessari all'acquisto, realizzando così il sogno di Antonio. Dopo aver acquisito la proprietà di un ristorante, il camionista lascia la moglie a gestirlo. Il numero dei clienti si è presto moltiplicato, grazie ai generosi talenti della donna. Quando il marito torna, però, quest'ultima è abbastanza intelligente da non lasciargli intendere nulla.

## Produzione
Nei titoli di testa Romano Scandariato viene accreditato in qualità di aiuto regista, sebbene il suddetto abbia dichiarato di non aver nulla a che fare con questo film.

### Riprese
Gli interni furono girati negli stabilimenti Incir-De Paolis di Roma, mentre alcune riprese esterne a Sutri (VT).

## Distribuzione
La pellicola fu presentata alla commissione di revisione con un metraggio di 2213 metri, equivalenti a circa 80 minuti; secondo alcune fonti nel 1982 veniva programmato con almeno 40 minuti in più, con inserti pornografici delle attrici protagoniste Marina Lotar, Laura Levi e Guia Lauri.
Il film fu anche pubblicizzato col titolo Porno cameriera senza... malizia.